# بي. إتش. "جوني" روجرز
بي. إتش. «جوني» روجرز هو فلاح وشخصية أعمال وسياسي أمريكي، ولد في 5 أكتوبر 1905 في غراند كين في الولايات المتحدة، وتوفي في 23 أبريل 1977. نشط حزبياً في الحزب الديمقراطي. وقد انتخب عضو مجلس نواب لويزيانا ‏.